# (170900) Jendrassik
(170900) Jendrassik est un astéroïde de la ceinture principale.

## Description
(170900) Jendrassik est un astéroïde de la ceinture principale. Il fut découvert le 11 novembre 2004 à Piszkesteto par Krisztián Sárneczky. Il présente une orbite caractérisée par un demi-grand axe de 2,23 UA, une excentricité de 0,10 et une inclinaison de 4,3° par rapport à l'écliptique.

## Compléments